# Nationaal Park Koerse Schoorwal (Litouwen)
Nationaal park Kuršių nerija (Litouws: Kuršių nerijos nacionalinis parkas) (Nederlands (letterlijk): Nationaal park Koerse Schoorwal)) is een nationaal park op de Koerse Schoorwal in Litouwen. Het park werd opgericht in 1991 en is 264 vierkante kilometer groot. De noordelijke ingang ligt bij de buurtschap Alksnynė. Aan de zuidkant sluit het park aan op het Russische Nationaal Park Koerse Schoorwal in de Oblast Kaliningrad. Het landschap bestaat uit duinen en bossen op de smalle landtong. In het park ligt het Nagliai-natuurreservaat (Litouws: Naglių gamtinis rezervatas) met de 'Grijze duinen'. Tegen de grens met de oblast Kaliningrad liggen het Parnidis-duin en de wandelende duinen van het Grobšta-natuurreservaat (Litouws: Grobšto gamtinis rezervatas). In het park leeft onder andere eland, aalscholver, everzwijn.

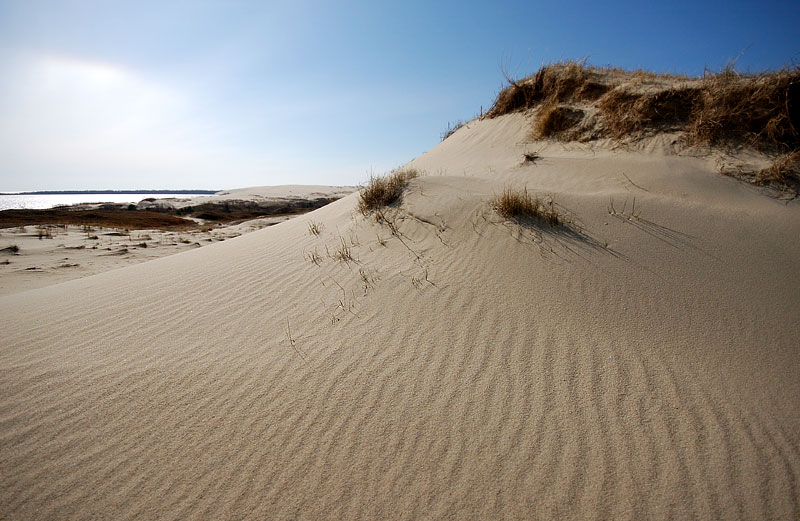
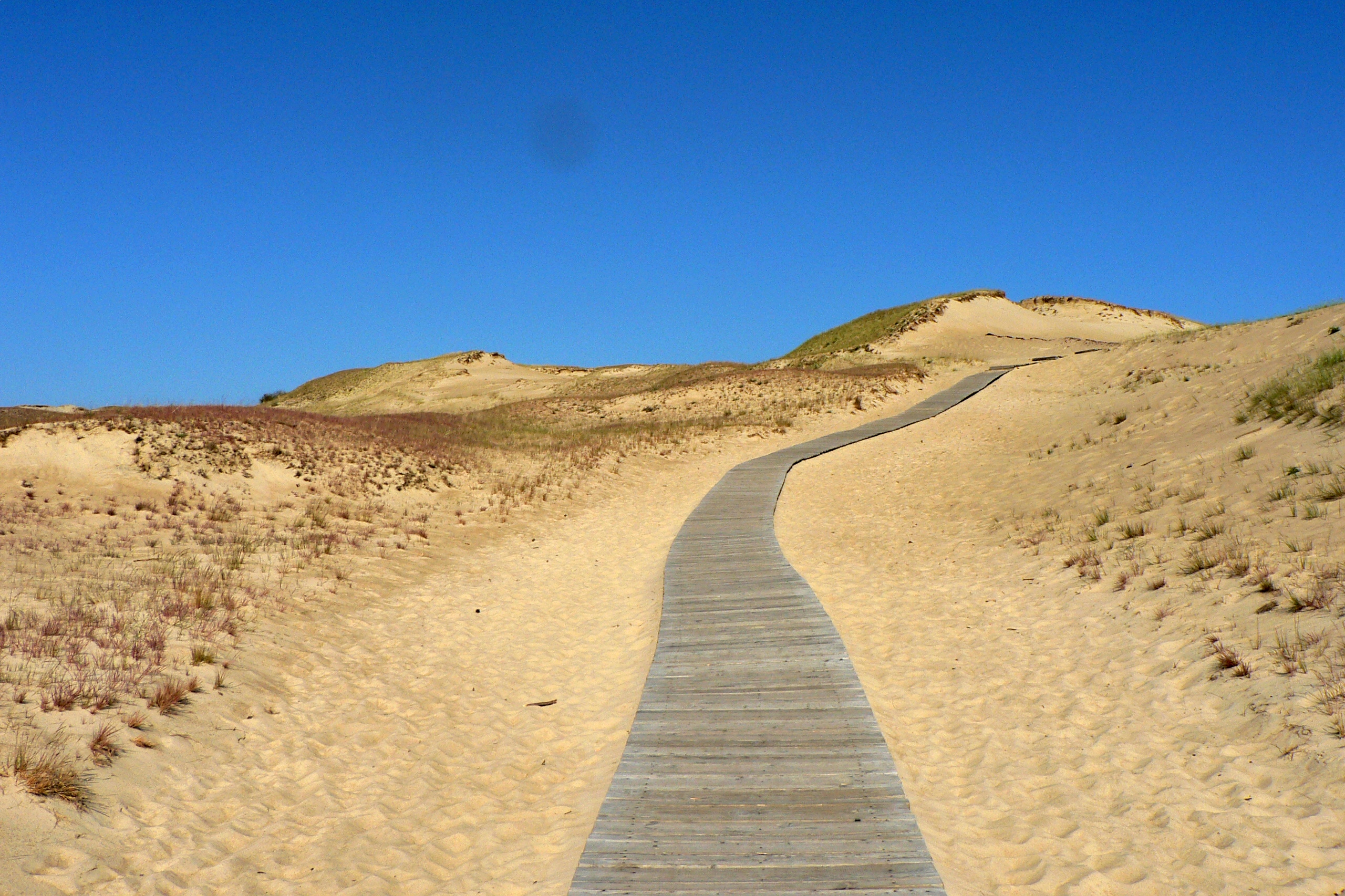
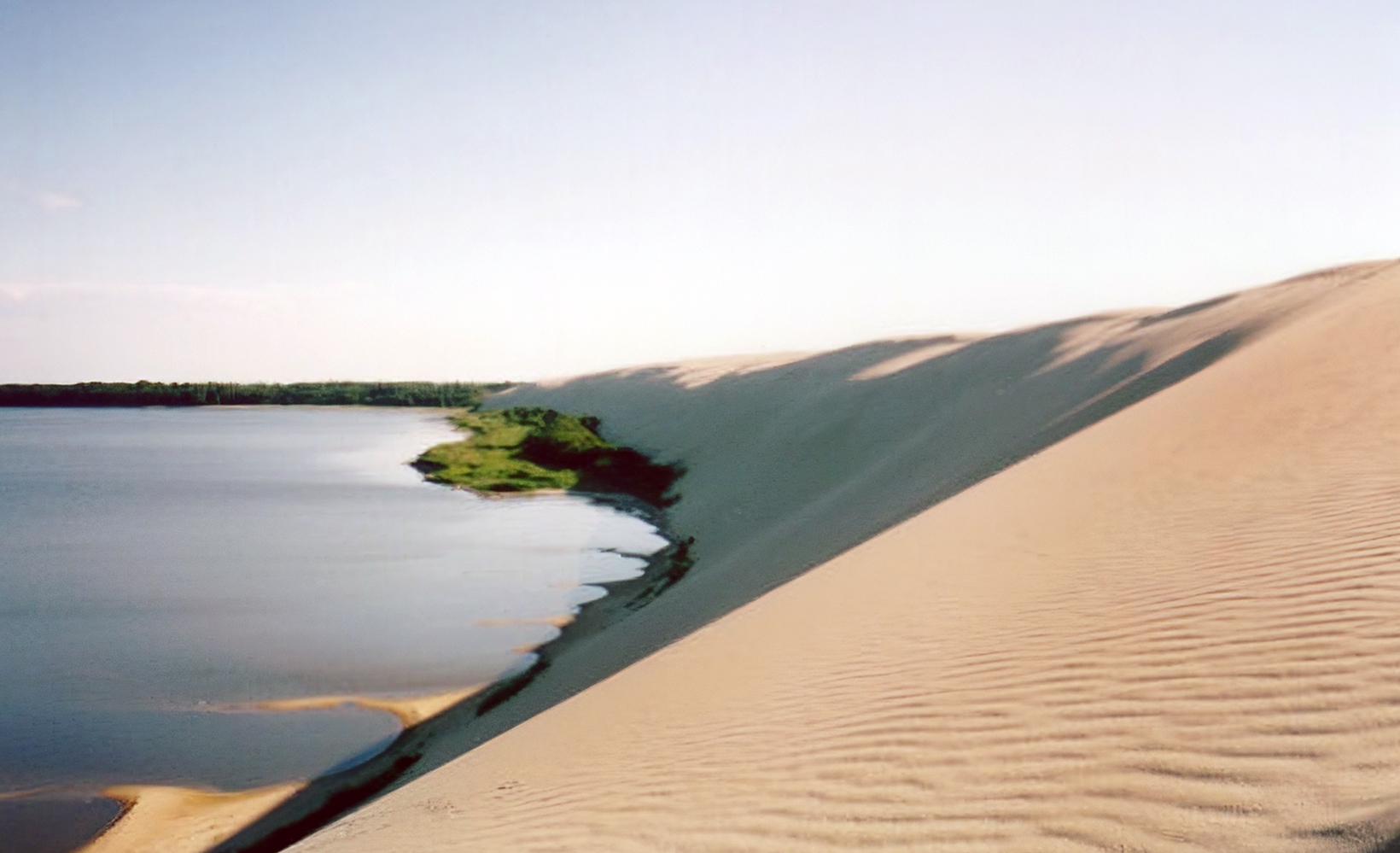
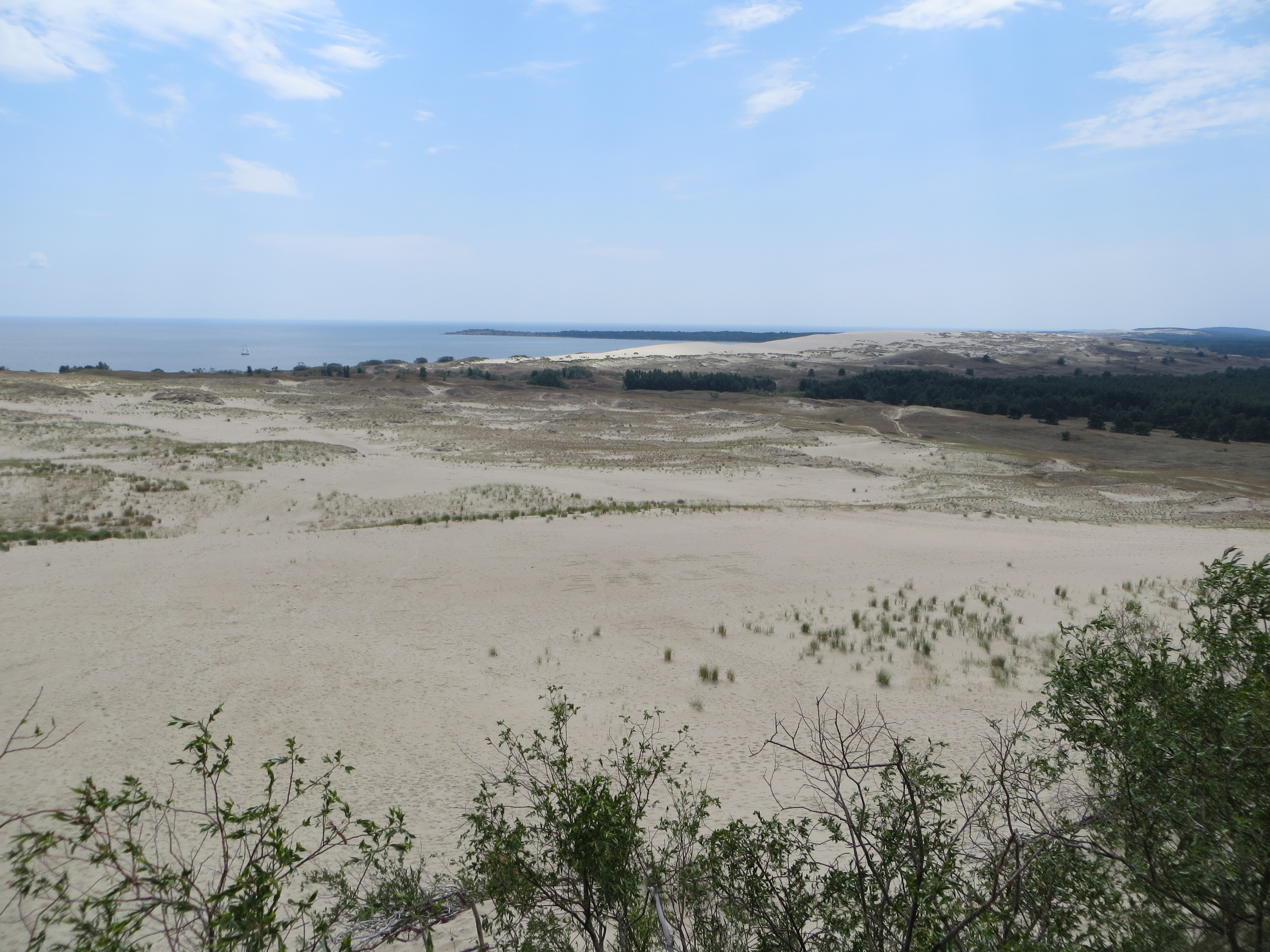